# Coccoloba conduplicata
Coccoloba conduplicata là một loài thực vật có hoa trong họ Rau răm. Loài này được Maguire mô tả khoa học đầu tiên năm 1948.